# Adamsville (Alabama)
 Denne artikel omhandler byen Adamsville (Alabama). Der er også andre byer med dette navn, se Adamsville.
Adamsville er en by i den centrale del af staten Alabama i USA. Den ligger nord for Alabamas største by Birmingham i det amerikanske county Henry County. Byen har 4.366 (2020) indbyggere.